# Melissa Gilbert
Melissa Gilbert (Los Angeles, 1964. május 8. –) Golden Globe és Fő műsoridős (Primetime) Emmy-díjra jelölt amerikai színésznő. Leghíresebb szerepe A farm, ahol élünk című amerikai családi-western-dráma sorozatban Charles Ingalls lányának, Laura Ingalls Wildernek a megformálása.

## Élete
1964. május 8-án született Los Angelesben,
egy frissen házasodott pár, Kathy Wood és David Darlington gyermekeként. Egy nappal később Paul Gilbert és felesége, Barbara Crane (a The Honeymooners készítőjének, Harry Crane-nek a felesége) örökbefogadták. Később örökbefogadtak egy fiút is.
Nyolc éves korában szülei elváltak. Anyja ezt követően Harold Abeles-szel házasodott össze, és egy lányuk született: Sara Gilbert.
1976. február 13-án Paul Gilbert elhunyt. A 11 éves Melissa úgy tudta, hogy apja stroke-ban hunyt el, de évekkel később megtudta, hogy öngyilkos lett. Barbara és Harold Abeles később elváltak. Gilbert zsidó vallásban nevelkedett.

## Filmográfia
- 2015 - Titkok és hazugságok sorozat (Secrets and Lies) ... Lisa Daly
- 2011 - Megrendezett karácsony (The Christmas Pageant) ... Vera Parks
- 2007 - Hallgass a szívedre (Sacrifices of the Heart) ... Kate Weston / Anne Weston
- 2007 - Danielle Steel: Biztos kikötő (Safe Harbour) ... Ophelia
- 2005 - A vér nem válik vízzé (Thicker Than Water) ... Natalie Jones
- 2004 - A vihar rabjai (Heart of the Storm) ... Cassie Broadbeck
- 2003 - Hollywood asszonyai (Hollywood Wives: The Next Generation) ... Taylor Singer
- 2001 - Nora Roberts szentélye (Sanctuary) ... Jo Ellen Hathaway
- 1999 - The Soul Collector ... Rebecca
- 1999 - Kettős fedezékben (Murder at 75 Birch) ... Gwen Todson
- 1998 - Egyedi játékszabályok (Her Own Rules) ... Meredith Sanders
- 1997 - Elveszett szerelem (Childhood Sweethearts?) ... Karen Carlson
- 1997 - A hazugságok eredménye (Seduction in a Small Town) ... Sarah Jenks
- 1996 - Babylon 5 - Anna Sheriden
- 1996 - Elvarázsolt karácsony (A Holiday for Love) ... Emma Murphy
- 1995 - Danielle Steel: Zoya (Zoya) ... Zoya Ossipov
- 1994 - Ha az igazság fáj (Cries from the Heart) ... Karen
- 1994 - Carrie Buck története
- 1994 - A gyerekgyáros (The Babymaker: The Dr. Cecil Jacobson Story)
- 1993 - Titkok háza (The House of Secrets) ... Marion Ravinel
- 1993 - Halálos emlékek (Dying to Remember) ... Lynn Matthews
- 1992 - Bosszúra szomjazva (With a Vengeance) ... Janet King/Vanessa
- 1991 - Elcserélt életek (Switched at Birth) ... Sarah Barlow
- 1990 - Több mint erőszak (Without Her Consent) ... Emily Briggs
- 1990 - Józsua szíve (Joshua's Heart)
- 1990 - A donor (Donor) ... Dr. Kristine Lipton
- 1987 - A vér kötelez: Egy maffiafeleség története (Blood Vows: The Story of a Mafia Wife) ... Marian
- 1986 - Válaszút (Choices) ... Terry Granger
- 1985 - Sylvester ... Charlie
- 1984 - A farm, ahol élünk: A karácsonyi kaland (Little House: Bless All the Dear Children) ... Laura Ingalls Wilder
- 1983 - A farm, ahol élünk: Emlékek (Little House: Look Back to Yesterday) ... Laura Ingalls Wilder
- 1980 - Anna Frank naplója (The Diary of Anne Frank)
- 1974 - A farm, ahol élünk sorozat (A Little House on the Prairie) ... Laura Elizabeth Ingalls Wilder

## További információ
- Hivatalos oldal
- Melissa Gilbert a PORT.hu-n (magyarul)
- Melissa Gilbert az Internetes Szinkronadatbázisban (magyarul)
- Melissa Gilbert az Internet Movie Database-ben (angolul)
- Melissa Gilbert a Rotten Tomatoeson (angolul)
- Melissa Gilbert a Tutifilmek.hu oldalon
- Melissa Gilbert rövid Életrajza a Femina.hu oldalon